# Sverre Brandhaug
Sverre Brandhaug (né le 22 juin 1959 à Trondheim en Norvège) est un joueur de football norvégien.
Il a notamment évolué en Norvège en tant que milieu central de 1981 à 1991 dans le club du Rosenborg BK dans le Tippeligaen,, ainsi que pour le Trondheims-Ørn SK et du Strindheim IL.